# Edipo alcalde
Edipo alcalde es una película dramática colombiana estrenada en el año 1996, dirigida por Jorge Alí Triana y protagonizada por Jorge Perugorría, Ángela Molina, Francisco Rabal, Jairo Camargo, Jorge Martínez de Hoyos y Miriam Colón, basada en la tragedia Edipo rey de Sófocles.  El guion fue adaptado por el escritor Gabriel García Márquez.

## Sinopsis
Un alcalde es enviado a un pueblo de la cordillera andina con el fin de que emprenda diálogos de conciliación entre la guerrilla y los campesinos. Mientras hace su trabajo, el alcalde conoce a Yocasta, esposa de Layo, que acaba de ser asesinado. El alcalde termina enamorándose de Yocasta, agravando el problema en el que está sumido.

## Reparto
- Jorge Perugorría - Edipo
- Ángela Molina - Yocasta
- Francisco Rabal - Tiresias
- Jorge Martínez de Hoyos - Cura
- Jairo Camargo - Creonte
- Miriam Colón - Deyanira
- Juan Sebastián Aragón - Chofer del alcalde
- Armando Gutiérrez - Capitán Solórzano
- Marcela Agudelo - Guerrillera
- Manuel José Chaves - Guerrillero